# Zelanda
Zelanda là một chi nhện trong họ Gnaphosidae.